# الزواج المختلط في الولايات المتحدة
الزواج المختلط في الولايات المتحدة، كان الزواج بين الأعراق قانونيًا في جميع أنحاء الولايات المتحدة منذ قرار المحكمة العليا الأمريكية (محكمة وارين) عام 1967 على الأقل، في قضية لوفينج ضد فرجينيا 1967 الذي قضى بأن قوانين منع الزواج المختلط غير دستورية بموجب التعديل الرابع عشر المعتمد في عام 1868. كتب رئيس القضاة إيرل وارين في رأي المحكمة أن "حرية الزواج أو عدم الزواج من شخص من عرق آخر تقع على عاتق الفرد، ولا يمكن للدولة انتهاكها". تمت حماية الزيجات بين الأعراق رسميًا بموجب القانون الفيدرالي من خلال قانون احترام الزواج منذ عام 2022.
ارتفعت نسبة الزواج المختلط في الولايات المتحدة من 3٪ في عام 1967 إلى 19٪ في عام 2019. كما ارتفعت نسبة قبول المجتمع لفكرة الزواج المختلط من حوالي 5٪ في الخمسينيات إلى 94٪ في عام 2021.